# Веннсюссель-Ти
Венсюссель-Ти (дат. Vendsyssel-Thy) — остров на севере Дании.
Площадь — 4685 км², это второй по величине остров в европейской части страны (после Зеландии). На острове проживает 306 373 человека (2003).
Ранее остров был связан с полуостровом Ютландия песчаным перешейком, но Февральское наводнение 1825 года размыло перешеек, превратив бывший залив Лим-фьорд в систему проливов. Традиционно Венсюссель-Ти рассматривается как часть Ютландии.
С севера остров омывается водами пролива Скагеррак. На территории коммуны Фредериксхавн расположена самая северная точка континентальной Дании.
Крупнейшие населённые пункты — города Тистед, Нёрресуннбю, Брённерслев, Йёрринг, Фредериксхавн. Административно остров входит в область Северная Ютландия.